# Albert von Ruville

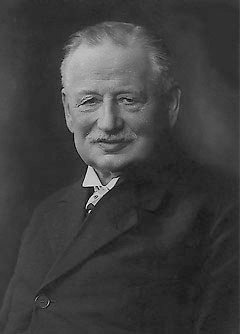
Albert von Ruville

Albert von Ruville (* 7. Juni 1855 in Potsdam; † 5. Juni 1934 in Halle) war ein preußischer Offizier und Historiker, der 1909 zur katholischen Kirche konvertierte.

## Herkunft
Er entstammte der aus Frankreich kommenden Adelsfamilie von Ruville, die zunächst katholischen Glaubens war. Sein Vater, der spätere preußische Generalmajor Amand von Ruville (1816–1884) war noch katholisch getauft, aber protestantisch erzogen. Die Mutter Luise, geborene Gräfin zu Lynar (1830–1859), starb schon sehr früh. Das Elternpaar hatte am 26. Juli 1852 auf Schloss Lübbenau geheiratet. André de Ruville (1584–1640), einer seiner Vorfahren, betätigte sich als Historiograph des französischen Königs. Der brandenburgisch-preußische Standesherr Hermann Maximilian zu Lynar (1825–1914) war sein Onkel (Bruder der Mutter).

## Leben
Ruville schlug ebenfalls die militärische Laufbahn ein, wurde Offiziersanwärter in einem Artillerieregiment, besuchte die Kriegsschule Anklam und wurde zum Sekondeleutnant befördert. Er reiste u. a. zu Studienzwecken in die USA und nach Mexiko. Am 1. Oktober 1883 heiratete er Augusta (Auta) Brems (1857–1927) aus Leipzig, Tochter der Auguste Hoffmann und des Friedrich Brems. Auta und Albert hatten fünf Kinder.
1888 nahm er als Premierleutnant seinen Abschied und begann in Berlin Geschichte sowie Nationalökonomie zu studieren. 1892 promovierte er dort mit einer Abhandlung über die Auflösung des englisch-preußischen Bündnisses im Jahre 1862. Ruville habilitierte sich 1896 in Halle mit der Arbeit „Die kaiserliche Politik auf dem Regensburger Reichstag von 1653/54“. Ab 1905 wirkte er als Titularprofessor an der Universität Halle.
Im Ersten Weltkrieg diente Ruville freiwillig als Kommandeur einer Munitionskolonne. Nach Kriegsende wirkte er wieder an der Universität Halle, wo man ihn 1921 zum außerordentlichen Professor ernannte. Durch die Inflation in Armut geraten, war der Wissenschaftler trotz Offiziers- und Professorenpension ab 1924 auf finanzielle Unterstützung angewiesen und vermietete zusätzlich Zimmer an Studenten.
Der Historiker starb am 5. Juni 1934, laut Todesanzeige „wohlvorbereitet durch den Empfang der heiligen Sakramente der römisch-katholischen Kirche“. Auf der Trauerfeier, am 9. Juni des Jahres, legte der Mediävist Walther Holtzmann im Namen der Fakultät einen Kranz nieder und würdigte das wissenschaftliche Lebenswerk Alberts von Ruville.
Er verfasste eine Vielzahl wissenschaftlicher Werke und auch mehrere religiöse Schriften, bis weit in die 1920er Jahre hinein.

### Konvertit

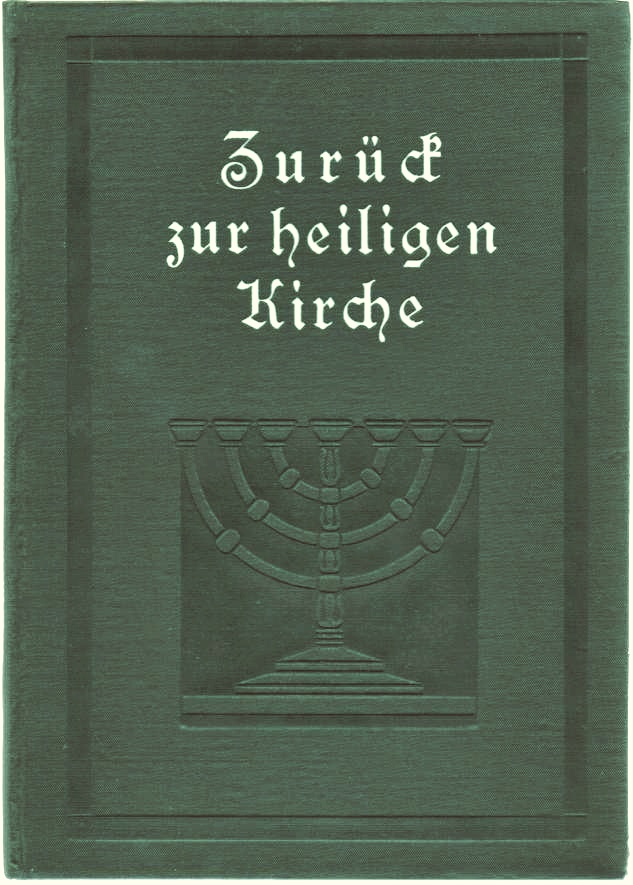
Die 1910 publizierte Bekenntnisschrift Zurück zur heiligen Kirche

Was Albert von Ruville überregional bekannt werden ließ, war sein am 6. März 1909 erfolgter Übertritt vom Protestantismus zur katholischen Kirche, weshalb er mehrfach öffentlichen Anfeindungen aus verschiedenen politischen Lagern ausgesetzt war. Er verfasste ein Bekenntnisbuch unter dem Titel Zurück zur heiligen Kirche – Erlebnisse und Bekenntnisse eines Convertiten, das in hoher Auflage erschien und in acht Sprachen übersetzt wurde. 1911 hatte er zudem einen vielbeachteten Auftritt als Redner auf dem Deutschen Katholikentag zu Mainz. Da Ruvilles Vorlesungen beliebt waren, entschloss sich die Universitätsleitung zur Dispens von § 4 der damaligen Statuten, welcher das protestantische Bekenntnis der Dozenten forderte. Außer einer später ebenfalls konvertierten Tochter blieb Ruvilles gesamte Familie evangelisch.
Laut den eigenen Memoiren setzte sein Interesse an der katholischen Kirche um 1900 ein und fand einen positiven Abschluss im Herbst 1908, durch das Buch Der alte und der neue Glaube des Theologieprofessors Georg Reinhold (1861–1951), den er kurz zuvor in Wien besucht hatte. Nach Ruvilles Bericht hätten sich die Wiener Katholiken jedoch alle zurückhaltend gezeigt und seien keineswegs gewillt gewesen, ihn zur Konversion zu ermutigen. Nach Halle zurückgekehrt habe er sich in das besagte Buch vertieft und sei dann seinen „ganz eigenen Weg gegangen, ohne irgend eine Kunde davon in die Außenwelt gelangen zu lassen.“ Schließlich nahm er von Dezember 1908 bis März 1909 regelmäßigen Unterricht bei einem katholischen Priester und trat dann über.

## Schriften
- Die Auflösung des preussisch-englischen Bündnisses im Jahre 1762. Inaug.-Diss. (Berlin); Hermann Peters, Berlin 1892; 59 S. + Vita (lat.)
- Das Deutsche Reich / ein monarchischer Einheitsstaat. J. Guttentag, Berlin 1894.
- William Pitt (Chatham) und Graf Bute: Ein Beitrag zur inneren Geschichte Englands unter Georg III. J. Guttentag, Berlin 1895; 119 S.
- Die Kaiserliche Politik auf dem Regensburger Reichstag von 1653–54. Habilitationsschrift Halle a. d. S.; J. Guttentag, Berlin 1896; 124 S.
- William Pitt / Graf von Chatham. Biographie in 3 Bänden. Cotta, Stuttgart und Berlin 1905.
- Zurück zur heiligen Kirche. Erlebnisse und Bekenntnisse eines Convertiten. Verlag Hemann Walther, Berlin 1910. (Rezension Digitalscan)[4]